# Довга хода
«Довга хода» (англ. The Long Walk) — роман американського письменника Стівена Кінга (під псевдонімом Річард Бахман) 1979 року.

## Сюжет
У антиутопічній Америці головною розвагою слугує «Довга хода», під час якої 100 хлопчиків-підлітків без відпочинку йдуть уздовж американського маршруту № 1 у супроводі військових. Якщо учасники ходи йдуть надто повільно, то можуть отримати до трьох попереджень, після чого будуть розстріляні. Попередження зникають після години ходи без порушень. Останній, хто виживає та приходить до фінішу, отримує велику суму грошей і «приз» на свій вибір.
16-річний Рей Ґарреті з сільського округу Андроскоггін, штат Мен, прибуває на початок маршруту на краю штату, де зустрічає кількох інших учасників, таких як неоднозначний Маквріз, доброзичливий Бейкер, зухвалий Олсон і загадковий Стеббінс. Ходою керує учасник таємної поліції, відомий як Майор. Протягом першого дня Ґарреті подружився з Бейкером, Олсоном і декількома іншими учасниками ходи, такими як Абрахам і Пірсон, особливо зблизившись із Макврізом і зацікавившись Стеббінсом. Коли, на шляху, до них підходить репортер, один з учасників, Баркович, розповідає, що він у хорошій формі та ще «потанцює на могилах» інших учасників. Пізніше Баркович провокує іншого хлопця напасти на нього. Нападник, в результаті, гине, а Барковича цураються інші учасники та називають вбивцею.
Ґарреті вдається пережити ніч. Скрамм із Лас-Вегаса каже Ґарреті, що в нього вже є вагітна дружина, і тому він матиме достатню мотивацію продовжувати. Ґарреті вирішує, що його мотивацією буде дійти до Фріпорта, оскільки він обіцяв своїй дівчині, Джен, побачитися там. Пізніше учасники обурюються ставленням до них зі сторони військових і у Маквріза стається зрив — він кричить на військових і отримує три попередження, але Ґарреті віддягує його. Натомість Маквріз потім рятує життя Ґарреті після того, як в останнього трапляється напад істеричного сміху. Олсона дратує, що між цими двома учасниками виникла дружба. Ґарреті обурюють слова Паркера про його батька, якого репресувала влада через критику «Довгої ходи». Паркер стверджує, що арештовують лише «клятих дурнів».
Стеббінс каже Ґарреті, що Ходоки погодилися на «Довгу ходу», бо насправді бажають померти. Олсон попри все продовжує йти далі й не реагує на події навколо. Та коли Ґарреті намагається привернути його увагу, Олсон нападає на військових і ті його повільно та жорстоко вбивають.
Скрамм підхоплює пневмонію і не може далі йти.  Учасники ходи домовляються, що переможець повинен забезпечити фінансову підтримку дружині Скрамма. Той дякує іншим за підтримку і дозволяє військовим убити його.
Під час ходи у Ґарреті судомить ногу, він отримує три попередження, але в останні секунди все ж підіймається на ноги й продовжує йти. Щоб відволіктися, він розповідає Макврізу про те, як приєднався до ходи через бажання його матері добути грошей. Маквріз розповідає, що вирушив на «Довгу ходу» всупереч бажанню своєї родини, а Абрахам розказує, що потрапив на ходу з власної пихатості, оскільки він набрехав у есе для відбору, а коли його взяли, то не зміг відмовитися, щоб не розчаровувати людей у його рідному місті.
Між Ґарреті з Барковичем проходить словесна перепалка, Баркович прогнозує, що за ніч більшість учасників «дискваліфікують». Пізніше Баркович божеволіє і вчиняє самогубство. Наступного ранку Ґарреті виявляє, що передбачення Барковича не збулося, вибули лише декілька учасників.
Коли «Довга хода» досягає Фріпорта, Ґарреті бачить у натовпі свою матір та свою дівчину, Джен. Він намагається пролізти до них та отримує три попередження, але його знову рятує Маквріз. У відповідь Абрахам переконує учасників пообіцяти більше не допомагати один одному, на що Ґарреті неохоче погоджується, хоча відчуває провину, оскільки винен Макврізу, який вже тричі його рятував. Це має катастрофічні наслідки: Паркер починає бунт проти військових, але його вбивають, коли ніхто не підтримує Паркера. Абрахам вночі підхоплює пневмонію, оскільки раніше він втратив свою сорочку і ніхто не ділиться з ним одягом. Бейкер падає і його не підтримують інші, тому він отримує три попередження.
Вранці п'ятого дня Стеббінс розповідає Ґарреті та Макврізу, що він насправді син Майора, і що його нагородою буде офіційне прийняття в родину. Проте Стеббінс дізнався, що Майор лише використовує його як стимул для інших учасників продовжувати подорож. Семеро учасників ходи досягають Массачусетсу. Бейкер, марячи, дякує Ґарреті за супровід і накладає на себе руки.
До фіналу наближаються Ґарреті, Стеббінс і Маквріз. Коли Ґарреті розповідає казку, Маквріз засинає і Ґарреті пробуджує його, хоча раніше пообіцяв не жертвувати своїм життям заради Маквріза. Проте останній заявив, що втомився і хоче сісти й загинути. Розгубленого Ґарреті манить темна постать попереду. Коли він намагається розповісти про це Стеббінсу, той жахається і падає замертво. Його труп розстрілюють за наказом Майора. Таким чином Ґарреті несподівано стає переможцем. Він ігнорує Майора і наближається до темної постаті зі словами, що «йти ще так далеко».

## Екранізація
У 1988 році Джордж А. Ромеро розглядався як режисер екранізації, але проєкт так і не було реалізовано.
2007 року Френк Дарабонт отримав права на екранізацію роману. Він планував зробити його малобюджетним.
У квітні 2018 року New Line Cinema мала намір адаптувати фільм, а Джеймс Вандербільт був залучений до написання сценарію та продюсування фільму разом з Бредлі Фішером та Вільямом Шераком під брендом Mythology Entertainment. У травні 2019 року було оголошено, що режисером екранізації стане Андре Овредал.
У листопаді 2023 року стало відомо, що фільм буде спродюсований Lionsgate з Френсісом Лоуренсом у ролі режисера за сценарієм Дж. Т. Моллнера.

## Заборони
У 2023 році книга була заборонена у шкільному окрузі Клей, Флорида, США.